# Джереміа Байсако
Джереміа Байсако (англ. Jeremiah Baisako, нар. 13 липня 1980, Віндгук) — намібійський футболіст, що грав на позиції захисника.
Виступав, зокрема, за клуби «Юнайтед Африка Тайгерс», «Рамблерс» та «Віндгук», а також національну збірну Намібії.

## Клубна кар'єра
У дорослому футболі дебютував 2004 року виступами за команду клубу «Юнайтед Африка Тайгерс», в якій провів три сезони. 
Своєю грою за цю команду привернув увагу представників тренерського штабу клубу «Рамблерс», до складу якого приєднався 2007 року. Відіграв за команду з Віндгука наступні три сезони своєї ігрової кар'єри.
У 2010 році перейшов до клубу «Віндгук», за який відіграв 1 сезон. Завершив професійну кар'єру футболіста виступами за команду «Віндгука» у 2011 році.

## Виступи за збірну
У 2002 році дебютував в офіційних матчах у складі національної збірної Намібії. Протягом кар'єри у національній команді, яка тривала 7 років, провів у її формі 18 матчів.
У складі збірної був учасником Кубка африканських націй 2008 року у Гані.